# GSSP Gelasium/Calabrium
Koordinaten: 39° 2′ 19″ N, 17° 8′ 6″ O
Der GSSP Gelasium/Calabrium ist ein stratigraphisches Referenzprofil, das die Grenze zwischen dem Gelasium und dem Calabrium festlegt. Das Profil befindet sich an der Lokalität Vrica etwa 4 Kilometer südlich von Crotone in Kalabrien. Die Grenze wurde auf 1,806  Millionen Jahre BP datiert.

## Geschichte
Der GSSP (engl. Global Boundary Stratotype Section and Point – „globales Referenzprofil zur Festlegung der Stufengrenzen“) Gelasium/Calabrium (auch GSSP Calabrium) für die Grenze Gelasium/Calabrium wurde von der International Commission on Stratigraphy (ICS) im Jahr 1983 angenommen und 1984 von der International Union of Geological Sciences (IUGS) ratifiziert. Wissenschaftliche Erstbeschreibungen stammen aus dem Jahr 1985 von Aguirre und Pasini sowie von Bassett.
Anmerkung: Bis zum 29. Juni 2009 musste der GSSP Gelasium/Calabrium zwangsläufig noch als GSSP Pliozän/Pleistozän bezeichnet werden, da bis dahin das Calabrium noch die unterste Stufe des Pleistozäns darstellte. Seit 2009 ist jedoch von der IUGS das Gelasium anstelle des Calabriums als unterste Stufe des Pleistozäns (und damit des Quartärs) eingesetzt worden.

## Beschreibung und Definition
Das Referenzprofil von Vrica ist aus drei, leicht untereinander korrelierbaren Teilsegmenten A, B und C zusammengesetzt. Der GSSP befindet sich im mittleren Teilsegment B. Die anstehenden Sedimente sind marinen Ursprungs und 300 Meter mächtig. Sie bestehen aus dunkelgrauen oder blaugrauen, epibathyalen, fossilführenden, siltig-mergeligen Tonsteinen, in die mehrfach gräulich-pinkfarbene Sapropellagen eingeschaltet sind. Sandige Zwischenlagen sind selten. Nennenswert sind drei vulkanische Aschenlagen, darunter die "m"-Lage. Mit 0,25 bis 0,34 Millimeter/Jahr besitzt die sedimentäre Abfolge eine recht hohe Akkumulationsrate. Die leicht in nördliche Richtung einfallende Abfolge ist vollständig und konnte mit den Profilen der Tiefseebohrungen im Mittelmeer ODP 964, ODP 967 und ODP 975 Bank für Bank korreliert werden.
Die Basis des Calabriums wurde in diesem Referenzprofil wie folgt definiert:
Sie liegt an der Unterkante des die Sapropellage „e“ überlagernden Tonsteinhorizonts.

## Datierung und Korrelationen
Dem GSSP Gelasium/Calabrium konnte mittels astronomischer Korrelation der Sapropelhorizonte ein Alter von 1,806 Millionen Jahre BP zugewiesen werden.
Die Grenze Gelasium/Calabrium korreliert mit anderen stratigraphischen Schemata wie folgt:
- Magnetostratigraphie: Magnetostratigraphisch liegt der GSSP Gelasium/Calabrium 10 Meter unterhalb der Obergrenze der Olduvai-Polaritäts-Subchron (Chron C 2n), die mit 1,77 Millionen Jahren BP datiert wurde.[8]

- Sauerstoffisotopenstratigraphie (δ O18): Der GSSP fällt mit dem Übergang des Marinen Isotopenstadiums (MIS) 65 (Interstadial) zu 64 (Stadial) zusammen. Dies entspricht im Mittelmeerraum der präzessionsbedingten Sapropellage 176 (Insolations-Zyklus MPRS 176).[9]

- Biostratigraphie:

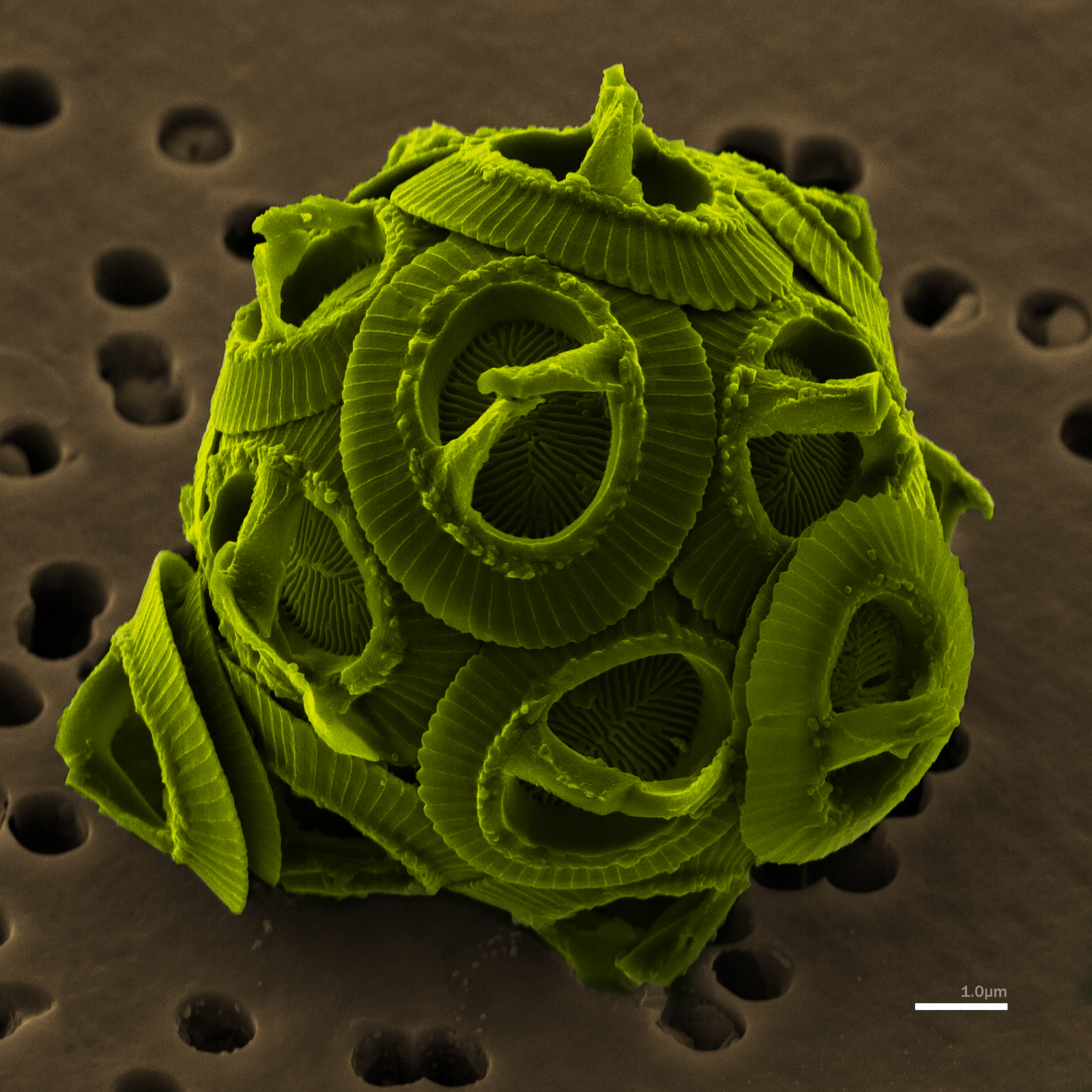
Gephyrocapsa oceanica

  - Foraminiferen: Letztmaliges Auftreten (LO) der planktonischen Foraminifere Globigerinoides obliquus extremus im Hangenden des GSSP. Das neuerdings mit 1,88 Millionen Jahren BP datierte letzte Auftreten des Taxons Globigerinoides fistulosus liegt unterhalb. Globigerina cariacoensis (22 Meter oberhalb) und Globigerinoides tenellus erscheinen etwas oberhalb. Der GSSP ist ferner praktisch identisch mit dem Beginn des massenhaften Auftretens (FCO) des linksdrehenden Foraminiferentaxons Neogloboquadrina pachyderma (3 Meter oberhalb). Er liegt nahe der Oberkante von PL 6 (Menardella miocenica-Globigerinoides fistulosus-Intervallzone) oder mitten in MPL 6b bzw. im untersten Abschnitt von N 22.
  - Kalkhaltiges Nannoplankton: Letztmaliges Auftreten (LO) des Taxons Discoaster brouweri (70 Meter unterhalb) und Discoaster triradiatus im Liegenden des GSSP, Gephyrocapsa oceanica (Gephyrocapsa mittlerer Größe) erscheint zum ersten Mal 26 Meter oberhalb (kurz oberhalb der Sapropellage „h“). Der GSSP liegt im untersten Abschnitt von NN 19 bzw. im oberen Abschnitt von CN 13a.
  - Radiolarien: Erstmaliges Auftreten von Anthocyrtidium angulare am GSSP und von Pterocorys zancleus kurz unterhalb. Pterocanium prismatium verschwindet oberhalb des in der Radiolarienzone RN 12 b liegenden GSSP.
  - Dinoflagellaten: Das Taxon Selenopemphix dionaeacysta verschwindet etwas oberhalb des im unteren Abschnitt der Dinoflagellatenzone D 21 b liegenden GSSP.
  - Diatomeen: Unmittelbar oberhalb des in der Diatomeenzone NPD 10 liegenden GSSP tritt Coscinodiscus pustulatus zum letzten Mal auf, etwas unterhalb verschwindet Pyxidicula horridus.
  - Landsäugetiere:
    - In Nordamerika (NALMMZ): Beginn des Irvingtoniums im Ir 1: Erstmaliges Auftreten von Paramylodon harlani und Phenacomys etwas oberhalb des GSSP, in etwa gleichzeitig verschwanden Megalonyx leptostomus, Platygonus bicalcaratus und Ondatra idahoensis.
    - In Südamerika (SALMMZ): Der GSSP liegt im oberen Drittel des Uquiums.
    - In Europa (ELMMZ): In unmittelbarer Nähe des GSSP erstmaliges Auftreten von Canis etruscus (Wolf-Ereignis) zu Beginn der Olivola-Faunengemeinschaft des Villafranchiums.

## Meeresspiegel
Der GSSP Gelasium/Calabrium befindet sich kurz unterhalb des zwischen den beiden Regressionen Ge 2 und Cala 1 gelegenen Hochstandes. Langfristig unterlag der Meeresspiegel jedoch bereits seit dem Oberen Piacenzium einem generellen Rückgang.

## Weitere Entsprechungen
In Nordwesteuropa fällt der GSSP Gelasium/Calabrium kurz vor die Obergrenze des Tigliums (Tiglium C5-6), in Großbritannien befindet er sich mitten im Pastonium. Im Nordseeraum Beginn der Mikrofossilzone NSR 13 mit letztmaligem Auftreten der benthischen Foraminiferentaxa Ammonia beccari und Cassidulina grossa. In Nordamerika entspricht er der Mitte des Präillinoium I bzw. in Kalifornien dem untersten Wheelerium, in der russischen Ebene dem Ende des Khapry. In der chinesischen Lößstratigraphie bildete sich der obere Abschnitt des Bodenhorizonts WS 3. In Australien begann das Werrikooium und in Neuseeland neigten sich das Nukumaruum und das Marahauum ihrem Ende entgegen.

## Klima
Am GSSP Gelasium/Calabrium ereignete sich eine einschneidende klimatische Veränderung. Durch palynologische Untersuchungsmethoden konnten Combourieu-Nebout u. a. unterhalb des GSSP die Waldvegetation (Palmen- und Zypressengewächse) eines subtropischen bis gemäßigt-warmen Klimas nachweisen (ausgehendes Tiglium). Oberhalb des GSSP lässt sich ein Rückgang in der Waldvegetation und ein Übergang zu kühleren, xerischen Bedingungen (Versteppung – massives Auftreten von Artemisia) beobachten (beginnendes Eburonium).